# Montenegrinos de Macedonia del Norte

Bandera de Montenegro.

Los montenegrinos forman una minoría étnica en Macedonia del Norte. Según el censo macedonio del año 2002, hay 2.003 montenegrinos étnicos en Macedonia del Norte.[cita requerida]

Bandera de Macedonia del Norte.